# Лему, Аиша
Аиша Лему (англ. Aisha Lemu, имя при рождении Бриджит Хани англ. Bridget Honey; 1940, Пул, Дорсет — 5 января 2019, Минна) — писательница и религиозный педагог британского происхождения, принявшая ислам в 1961 году и прожившая большую часть своей жизни в Нигерии. Награждена Орденом Нигера.

## Биография
Лему родилась в Пуле, Дорсет, в 1940 году под именем Бриджит Хани. В возрасте тринадцати лет она начала сомневаться в своей вере и начала изучать другие религии, включая индуизм и китайский буддизм. Она училась в Школе востоковедения и африканистики (SOAS) Лондонского университета, интересуясь историей, языком и культурой Китая. Там она познакомилась с мусульманами, которые дали ей почитать исламскую литературу, и в 1961 году она приняла ислам в Исламском культурном центре, во время своего первого года обучения. Впоследствии она помогла основать Исламское общество в SOAS, став его первым секретарем, а также помогла в формировании Федерации студенческих исламских обществ.
После окончания SOAS Лему училась в аспирантуре по специальности «Преподаватель английского языка как иностранного». Во время учебы она познакомилась со своим будущим мужем, шейхом Ахмедом Лему, который учился в другом колледже Лондонского университета и участвовал в исламской деятельности в этом учреждении. Получив сертификат о последипломном образовании, в августе 1966 года она переехала в Кано (Нигерия), чтобы преподавать в Школе арабских исследований, где шейх Ахмед Лему работал директором. Они поженились в апреле 1968 года, и Аиша стала его второй женой. Впоследствии она переехала в Сокото, чтобы занять должность директора Государственного женского колледжа.
С 1976 года с момента основания Доктор Шейх Ахмед Лему был великим кади Шариатского апелляционного суда штата Нигер, а Айша была директором Женского педагогического колледжа в Минне с тех пор и до 1978 года. Пара основала Фонд исламского образования, который сейчас действует в нескольких штатах Нигерии и имеет офисы и библиотеку, включает в себя издательство, начальную и среднюю школу и центр образования для взрослых для женщин. Лему был членом Группы исламских исследований, созданной Нигерийским советом по исследованиям в области образования, которая должна была пересмотреть национальную исламскую учебную программу для разных уровней школ.
В 1985 году Лему вместе с другими мусульманками основала Федерацию ассоциаций мусульманских женщин Нигерии (FOMWAN) и была избрана её первым национальным амиром на четыре года. После этого срока Лему работала государственным служащим.
В отчёте Управления по защите конституции земли Баден-Вюртемберг за 2010 год говорится, что публикация, написанная Лему совместно с Фатимой Гримм, выступает за восстановление наказаний «хадд».
Она умерла 5 января 2019 года в Минне, штат Нигер, Нигерия.

## Награды
В 2000 году президент Нигерии Олусегун Обасанджо наградил Лему званием члена Ордена Нигера (MON) – национальной наградой.

## Публикации
- Знакомство студента с исламом. Macmillan Education, Лондон, 1971.
- Gabatar da addinin Musulunci ga далиби. Северный нигерийский паб. Ко., Заря 1976.
- с Фатимой Херен: Женщина в исламе. Доклады, представленные на Международной исламской конференции, проходившей в Лондоне с 3 по 12 апреля 1976 года. Исламский совет Европы, Лестер, 1976. Новое издание: Исламский фонд, Маркфилд, 2007. ISBN 978-0-86037-004-8.
- с армиями Фатимы: Квинден и ислам верден. Дом научных исследований, Кувейт и Исламиск Ungdomsforbund, Валби, 1978. ISBN 87-980656-4-5.
- Исламское гражданство и моральная ответственность. Фонд исламского образования, Минна, 1979.
- Организация отделения Исламского студенческого общества (серия «Руководящие принципы Исламского образовательного фонда»). Исламский образовательный фонд, Минна, 1979.
- Методология начального исламоведения. Пособие для учителей. Исламское бюро публикаций, Лагос, 1980.
- Критический взгляд на теорию эволюции (= IIFSO 46). Международная исламская федерация студенческих организаций, Салимия [Кувейт], 1982.
- На степень выше. Наблюдения за состоянием мусульманок на севере Нигерии. Фонд исламского образования, Минна и Корпорация Гаския соответственно, Зария, 1983.
- Теория эволюции с точки зрения ислама (= Международная исламская федерация студенческих организаций, стр. 46). Перевод Айиши Ниази. IIFSO, Салимия (Кувейт), 1983.
- Таухид и фикх. Вера и юриспруденция (= Младшее исламское образование. Книга 1). Фонд исламского образования, Минна.
- Уроки по Корану (= Исламоведение для детей младшего возраста, Книга 2А). Худахуда, Зария и Ходдер и Стоутон, Лондон, 1986. ISBN 0-340-32791-X.
- Детский коранический арабский язык (= Детское исламоведение. Книга 2B). Худахуда совместно с Ходдером и Стоутоном, Севеноукс и Зариа, 1986. ISBN 0-340-32790-1.
- Тахзиб (нравственное воспитание) и Сира (= исламоведение для юношества. Книга 3). Фонд исламского образования, Минна.
- Идеальный муж-мусульманин. Islamic Education Trust (Отдел публикаций), Минна, 1987. Переиздано в издательстве Al-Saadawi Publications, 1992. ISBN 978-1-881963-03-5.
- Ислам — религия будущего. Исламский союз Гонконга, Гонконг, 1988 год.
- Исламизация образования. Эксперимент на начальном уровне образования в Нигерии. В: Muslim Education Quarterly, том 5, № 2, 1988.
- Роль мусульманских женщин в хиджре XV века. В: Рамату Абдуллахи, Организация сестёр-мусульманок Нигерии (ред.): Мусульманка. Проблемы 15-й хиджры. Woye & Sons, Ilorin and Islamic Publications, Лагос, 1988. ***
- Гари йа вэй (Назари акан матсаин мата Мусулми ан Аревацин Наджерия). Перевод Шуайба Харуны Гамбо Лангена. Фонд мечети, Кадуна, 1989 г.
- Исламоведение для старших классов средней школы. Книга 1. Исламское бюро публикаций, Лагос, 1989. ISBN 978-2470-27-9.
- Исламоведение для старших классов средней школы. Книга 2. IET, Минна, 1990.
- Мусульманки и брак в соответствии с шариатом, права и проблемы, с которыми они сталкиваются. В книге Ава У Калу и Йеми Осин Баджо (ред.): Женщины и дети в соответствии с нигерийским законодательством (= Федеральное министерство юстиции, серия «Юридический обзор», том 6). Федеральное министерство юстиции, Лагос, 1990. ISBN 978-2439-06-1.
- Распущенность, умеренность и экстремизм в исламе. Исламский образовательный фонд, Минна, 1991. ISBN 978-30722-2-6.
- Идеальная жена-мусульманка. Исламский образовательный фонд (Отдел публикаций), Минна, 1992. ISBN 978-2159-06-9.
- Животные в исламе. Spectrum Books, Ибадан и фонд исламского образования, Минна, 1993. ISBN 978-2462-33-0.
- Лаксизм, умеренность и экстремизм в исламе (= Периодические статьи. 5). Перевод Мишель Мессауди. Международный институт исламской мысли, Херндон, Вирджиния и Лондон, 1995. ISBN 0-912463-96-1.
- Ислам и алкоголь. Отредактированная версия лекции, прочитанной в Высшем педагогическом колледже Минна по случаю праздника Ид-аль-Маулуд, февраль 1981 г. Al-Saadawi Publications, Александрия (Вирджиния), 1996. ISBN 1-881963-02-0.
- Исламская акыда и фикх. Учебник исламских верований и юриспруденции. Международный образовательный фонд IQRA, Чикаго, 1996. ISBN 1-56316-061-7.
- Сикап экстрем. Пеньякит Даква Ислам. Международный институт исламской мысли, Петалинг-Джая, 1996 г.
- Исламский тахзиб и ахлак. Теория и практика. Международный образовательный фонд IQRA, Чикаго, 1997. ISBN 1-56316-320-9.
- с Фатимой Гримм: Женщина и семейная жизнь в исламе (= серия сочинений Исламского центра Мюнхена, № 20); перевод Абдуллы Хаммама. 3-е издание. Исламский центр Мюнхена, Мюнхен, 1999. ISBN 3-89263-020-8.
- Целостный подход к преподаванию ислама детям. Доклад, представленный на конференции по частным исламским школам, состоявшейся 12–13 августа 1994 года в Минне Фондом исламского образования от имени Координационного совета призыва Нигерии (NDCC). Отдел публикаций IET, Фонд исламского образования, Минна, 2001. ISBN 978-2159-45-X.
- Воспитание детей и моральное обучение в исламе. Доклад, представленный на семинаре Мусульманского форума в Абудже на тему «Воспитание детей — божественная обязанность и дополнительная ответственность», декабрь 1977 г. Исламский образовательный фонд, Минна, 2001. ISBN 978-2159-44-1.
- Ислам, единый Бог, единое человечество. Доклад, представленный на ежегодном съезде Исламского общества Северной Америки, Чикаго, США, 3–6 сентября 1999 г. IET Publications, Минна, 2001. ISBN 978-2159-41-7.
- Откровение и Писание. Исламская точка зрения. Доклад, представленный на семинаре, организованном Католическим библейским движением Нигерии, Минна, сентябрь 1992 г. IET Publications, штат Нигер, 2001 г. ISBN 978-2159-42-5.
- Женщины в исламском призыве. Рабочий документ, представленный на Международном совете по исламской информации, Центр призыва Маркфилда, Лестер, Великобритания, июль 1996 г.
- Издательский отдел IET, Фонд исламского образования, Минна, 2001. ISBN 978-2159-43-3.
- Обучение толерантности в Нигерии. В: Реджеп Каймаккан, Оддбьёрн Лейрвик, Коалиция Осло по свободе вероисповедания и убеждений (ред.): Обучение толерантности в мусульманских обществах. Center for Values Education (DEM) Press, Стамбул, 2007. ISBN 978-975-6324-98-1.